# Guará (Distretto Federale)
Guará è una regione amministrativa del Distretto Federale brasiliano.